# Eoatlanta
Eoatlanta is een geslacht van uitgestorven weekdieren uit de klasse van de Gastropoda (slakken).

## Soorten
- Eoatlanta canaliculata Lozouet, 2012 †
- Eoatlanta spiruloides (Lamarck, 1804) †